# Józef Redo

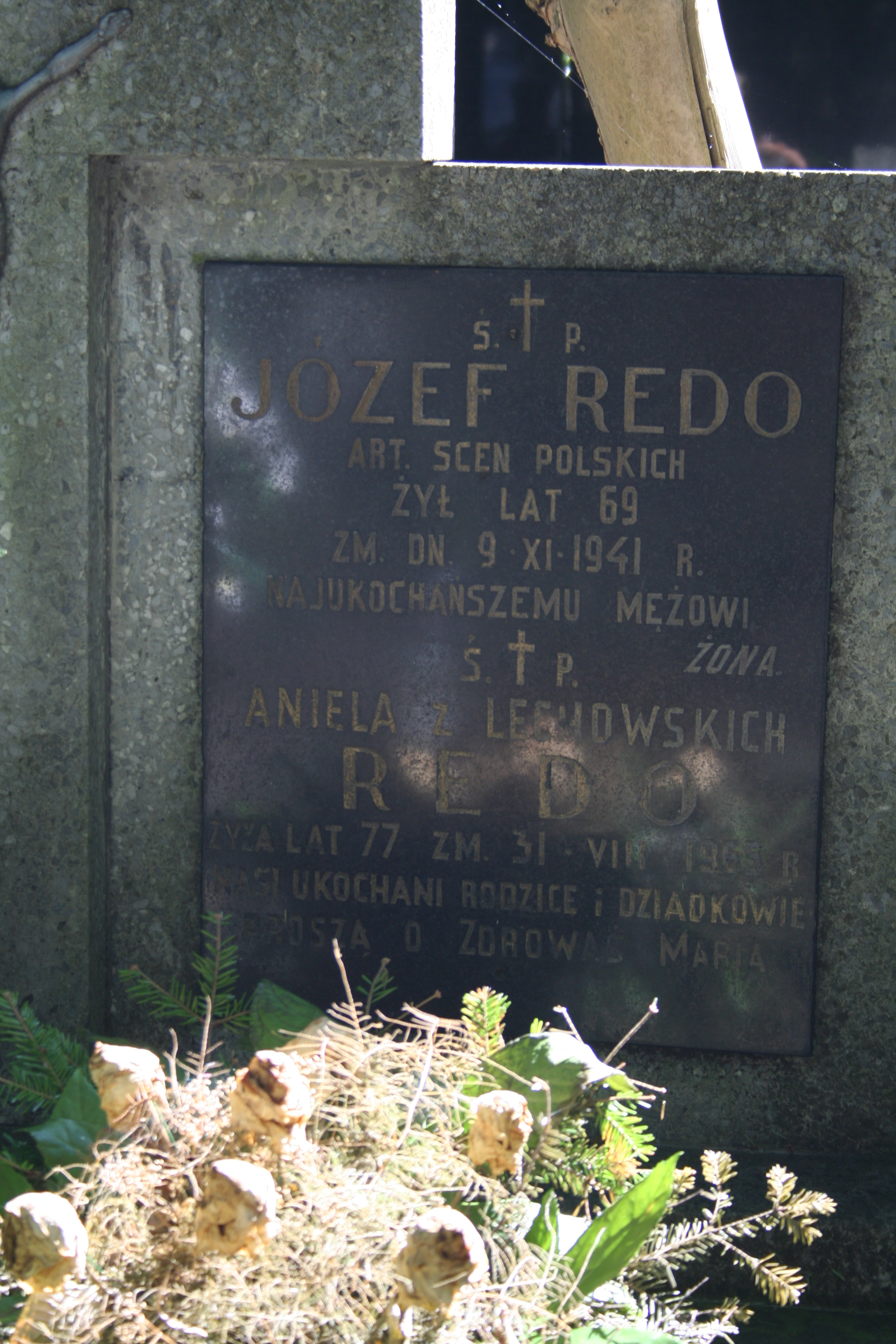
Grób Józefa Redo na warszawskim cmentarzu Powązkowskim

Józef Stanisław Redo (ur. 3 maja 1872 w Wilanowie, zm. 9 listopada 1941 w Warszawie) – polski śpiewak i aktor operetkowy (baryton), reżyser teatralny.

## Życiorys
Syn Michała, organisty w kościele pw. Narodzenia Najświętszej Marii Panny przy ul. Leszno w Warszawie i Jadwigi z Wysockich. Ukończył progimnazjum, następnie uczył się malarstwa w szkole Wojciecha Gersona. Studiował śpiew (baryton) w Konserwatorium Warszawskim u Cezarego Trombiniego i Tytusa Mikulskiego.
W roku 1890 został przyjęty do chóru operetki Warszawskich Teatrów Rządowych, występował też w teatrach ogródkowych. W roku 1897 został przyjęty, decyzją dyrektora Ludwika Śliwińskiego, jako solista do zespołu Operetki Warszawskiej. We wrześniu tego samego roku zadebiutował w Teatrze Nowym w Warszawie. Następnie występował także w warszawskim Teatrze Nowości. Występował poza tym gościnnie we Lwowie i w Wilnie.W tym czasie nagrywał też wiele płyt dla Syreny Rekord.
W 1900 roku ożenił się ze Stefanią Śliwińską, córką Ludwika Śliwińskiego.
28 października 1913 po raz pierwszy w Warszawie tańczył wraz z Lucyną Messal tango w operetce Victora Jacobiego Targ na dziewczęta. Po ewakuacji administracji rosyjskiej w 1915 roku został członkiem zarządu Teatru Nowości, a w 1920 roku został prezesem zarządu tego teatru. W 1915 roku wziął ślub z Nellą (Anielą) z d. Lechowską, miał z nią córkę i synów.
W 1925 roku był dyrektorem własnego teatru operetkowego w Wilnie. W latach trzydziestych występował w teatrach warszawskich „Miraż”, „Wodewil” i „Teatr Nowości”. Występował też gościnnie w innych miastach polskich. Reżyserował przedstawienia operetkowe. Grał również w filmach (Jaśnie pan szofer 1935, Wierna rzeka 1936, Ułan księcia Józefa 1937).
Podczas II wojny światowej występował w operetkach Teatru Miasta Warszawy. Zmarł nagle, bezpośrednio po zasłabnięciu w kawiarni Ziemiańska, 9 listopada 1941 roku. Spoczywa na cmentarzu Powązkowskim w Warszawie (kw. 184-IV-25/26).
Od roku 1922 był członkiem zasłużonym Związku Artystów Scen Polskich.

## Filmografia
- 1937 – Ułan księcia Józefa
- 1936 – Wierna rzeka
- 1936 – Pan Twardowski (niewymieniony w czołówce)
- 1936 – Jadzia
- 1936 – Amerykańska awantura
- 1936 – Mały Marynarz
- 1935 – Jaśnie pan szofer (niewymieniony w czołówce)
- 1933 – Każdemu wolno kochać (niewymieniony w czołówce)
- 1918 – Rozporek i Ska jako Hrabia Alfred Złotowąs
- 1913 – Tańce niedźwiedzie jako Tancerz
- 1913 – One Step jako Tancerz
- 1913 – Tango jako Tancerz

## Spektakle teatralne
- 1909 – Krysia leśniczanka, „Teatr Nowości w Warszawie” (wznowienie w 1938)
- 1909 – Zemsta nietoperza, „Teatr Nowości”
- 1909 – Momus, „Teatr Nowości”
- 1910 – Manewry jesienne, „Teatr Nowości” (wznowienie w 1931)
- 1910 – Hrabia Luxemburg, „Teatr Nowości”
- 1912 – Romantyczna żona, „Teatr Nowości”
- 1912 – Gri-Gri, „Teatr Nowości”
- 1912 – Czerwona dama, „Teatr Nowości”
- 1912 – Wróg kobiet, „Teatr Nowości”
- 1913 – Ewa, „Teatr Nowości”
- 1913 – Piękny sen, „Teatr Nowości”
- 1914 – Król skrzypków, „Teatr Nowości”
- 1915 – Florabella, „Teatr Nowości”
- 1915 – Książę Hektor, „Teatr Nowości”
- 1916 – Królowa kinematografu, „Teatr Nowości”
- 1917 – Trzy panny, „Teatr Nowości”
- 1917 – Robert i Bertrand, „Teatr Nowości”
- 1918 – Róża Stambułu, „Teatr Nowości”
- 1919 – Zemsta nietoperza, „Teatr Nowości”
- 1920 – Królowa kinematografu, „Teatr Nowości”
- 1920 – Księżniczka czardasza, „Teatr Nowy” (wznowienie w 1937)
- 1921 – Hallali, „Teatr Letni”
- 1921 – Hrabina z Tabarin, „Teatr Nowy”
- 1921 – Wesoła wdówka, „Teatr Nowy”
- 1923 – Szczęście Mary, „Teatr Nowy”
- 1924 – Wieszczka karnawału
- 1924 – Madame Pompadour
- 1924 – Marica, „Teatr Nowości”
- 1925 – Pajacyk
- 1926 – Teresina, „Teatr Nowości”
- 1927 – Humor, humor, humor, „Qui Pro Quo”
- 1928 – Boska noc, „Teatr Lucy Messal”
- 1928 – Księżniczka Chicago, „Operetka reprezentacyjna”
- 1929 – Nie całowana żonka, „Warszawska operetka”
- 1931 – Róże z Florydy, „Teatr Nowości”
- 1932 – Gdzie jest mój papa?, „Teatr Rozmaitości”
- 1934 – Polowanie na lamparta, „8.30” (operetka na jubileusz 40-lecia pracy Redo)
- 1936 – Całus i nic więcej, „Wielka Rewia”
- 1937 – Tancerka z Andaluzji, „Operetka na Karowej”

## Dyskografia
- 1909 – Józef Redo baryton, artysta Teatrów Rządowych w Warszawie, Syrena Rekord
- 1909 – Józef Redo baryton, artysta Teatrów Rządowych, Syrena Rekord
- 1909 – Wiktoria Kawecka i Józef Redo artyści teatru „Nowości”, śpiew z akompaniamentem orkiestry (Warszawa), Syrena Rekord
- 1910 – Mirosława Ćwiklińska, Maria Tracikiewicz, Józef Redo i Władysław Szczawiński artyści teatru „Nowości”, śpiew z towarzyszeniem Orkiestry Opery Warszawskiej, Syrena Rekord
- 1910 – Maria Tracikiewicz i Józef Redo artyści Teatrów Rządowych śpiew z akompaniamentem Orkiestry Opery Warszawskiej, Syrena Rekord
- 1910 – Jadwiga Brzozowska, Maria Tracikiewicz, Józef Sendecki oraz Józef Redo artyści teatru „Nowości”, śpiew z towarzyszeniem orkiestry (Warszawa), Syrena Rekord
- 1911 – Maria Tracikiewicz i Józef Redo artyści teatru „Nowości”, śpiew z akompaniamentem Orkiestry Teatru „Nowości”, Syrena Rekord
- 1912 – Józef Redo baryton, artysta teatru „Nowości”, śpiew z towarzyszeniem orkiestry (Warszawa), Syrena Rekord
- 1912 – Lucyna Messal i Józef Redo artyści teatru „Nowości” (Warszawa), Syrena Rekord
- 1912 – Józef Redo baryton, śpiew z akompaniamentem orkiestry Teatru „Nowości” (Warszawa), Syrena Rekord
- 1912 – Lucyna Messal, sopran; Józef Redo baryton śpiew z akompaniamentem orkiestry Teatru „Nowości” (Warszawa), Syrena Rekord
- 1912 – Józef Redo baryton, artysta teatru „Nowości” (Warszawa), Syrena Rekord
- 1913 – Michał Prawdzic–Layman, tenor; Józef Redo, baryton oraz Zofia Smotrycka, sopran śpiew z akompaniamentem orkiestry, Syrena Rekord